# Аль-Харис ибн Сурайдж
Абу Хатим аль-Харис ибн Сурайдж (араб. أبو حاتم الحارث بن سريج‎ — лидер крупномасштабного народного восстания  против Омейядского халифата в Хорасане и Мавераннахре. Восстание началось в 734 году и выразило в себе недовольство как местных арабских поселенцев, так и иранских новообращенных (мавали), которые не были признаны равными арабским мусульманам, режимом Омейядов. Харис основывал свое восстание на религиозной почве и завоевал симпатии большой части арабских поселенцев и коренного населения, но дважды не смог захватить столицу провинции Мерв. Восстание было в конце концов подавлено Асадом ибн Абдаллой аль-Касри в 736 году. Вместе с несколькими сторонниками Харис сбежал из плена и присоединился к язычникам-тюргешам. Харис сопровождал Сулука (тюргешского кагана) во время его вторжения вглубь арабской территории, которое было разбито в битве при Харистане в 737 году. После того, как власть тюргешей пала, Харис остался в Трансоксиане при поддержке местных князей. Преемник Асада, Наср ибн Сайяр, проводил кампанию против Хариса и его сторонников, но в конечном итоге, надеясь использовать его для усиления своего положения в межплеменном соперничестве арабов, Наср получил от халифа прощение для Хариса. Харис вернулся в Мерв в 745 году. Однако вскоре он собрал значительные вооруженные силы и бросил вызов Насру, пока не был убит в столкновении со своим союзником Юдаем аль-Кирмани в 746 году. Его восстание ослабило арабскую власть в Центральной Азии и способствовало началу Аббасидской революции, которая свергнет Омейядов.

## Ранняя жизнь и начало восстания
Харис происходил из племени бану Тамим, принадлежащего к северной арабской (мударийской) племенной группе, и родился в Басре, где жил его отец Сурайдж. Впервые он упоминается в 729 году, когда отличился храбростью и самопожертвованием в бою против тюргешей, спася арабскую армию от уничтожения в битве при Байканде близ Бухары. Затем Харис упоминается в хрониках в 733 году, когда он возглавлял в Нижнем Тохаристане акцию протеста против инициативы губернатора Джунейда ибн Абд ар-Рахмана аль-Мурри конфисковать припасы в провинции, страдавщей от засухи и голода, чтобы прокормить столицу Хорасана Мерв. Джунайд умер в начале 734 года, и беспорядки переросли в открытое восстание, во главе которого стоял Харис. 

Хорасан и Трансоксиана в VIII веке

Мотивы и характер восстания Хариса спорны. Его публичные требования были сформулированы в религиозных выражениях, с требованиями положить конец несправедливости посредством «применения Корана и сунны» правительством. Говорили, что сам Харис был членом малоизвестной пиетической группы, известной как Мурджия, и вел аскетическую жизнь. По словам арабиста Мейра Дж. Кистера, Харис, очевидно, имел «чувство миссии» и стремился создать «справедливое правление, напоминающее правление Пророка и первых халифов». Его движение разделяло многие идеологические и символические элементы с современной шиитской и хариджитской агитацией, направленной против режима Омейядов, в том числе использование черных флагов как знамени Пророка и требование теократического правления со стороны члена семьи Пророка. Движение Хариса было отмечено необычным идеализмом, известно, что его сторонники пытались убедить своих противников присоединиться к ним посредством моральных и религиозных призывов даже во время сражений.
Харис выступал за различные реформы, наиболее важными из которых были полное юридическое равенство коренных неарабских новообращенных (мавали) с арабскими мусульманами. Этот шаг был предпринят дважды ранее - халифом Умаром II (717–720) и губернаторами Асадом ибн Абдаллой аль-Касри и Ашрасом ибн Абдаллой ас-Сулами, но оба раза это приводило к росту числа недовольных среди знати и сопутствующему падению налоговых доходов. Отказ от этой меры привел к первому восстанию в 728 году при Абу аль-Сайде Салихе ибн Тарифе. Многие лица, связанные с этим первым восстанием, также участвовали и в движении Хариса. Харис был замечен как защитник прав аджамов (неарабов, особенно иранцев), многие из которых стекались под его знамёна, но он также имел большое количество последователей среди самих арабов, особенно из кланов Тамим и Азд. Недовольство было широко распространено среди арабов-хорасани из-за больших жертв в бою с тюргешами на перевале Тахтакарача в 731 году, а также из-за распространения шиитами антиомейядской пропаганды. Это усугублялось негодованием в связи с введением в регион 20 000 иракских солдат после битвы на перевале и приказом халифа Хишама ибн Абдул-Малика (723–743) расселить пожилых ранних арабских поселенцев из Мерва в другие поселения, чтобы улучшить их защиту от тюргешей.
Таким образом, когда весть о смерти Джунайда достигла небольшого городка Андхой в Гузгане, одном из самых отдаленных арабских форпостов, местный арабский гарнизон последовал за Харисом в его восстании. Преемник Джунейда, Асим ибн Абдалла аль-Хилали, который только что прибыл в Мерв, пытался успокоить мятежников и послал к ним эмиссаров, но Харис пленин их. Когда восстание распространилось по окрестностям, Харис с отрядом в 4 000 человек пошел на Балх, главный город Тохаристана, удерживаемый Насром ибн Сайяром с 10 000 солдат. Хотя Наср не поддерживал движение Хариса, уровень недовольствия среди хорасанцев был таким, что он и его люди оказали мало сопротивления. Балх был захвачен людьми Хариса с легкостью, в то время как Наср и его войска ушли со сцены и не поддержали ни Хариса, ни Асима. Вскоре после этого арабский гарнизон в Мерверруде также присоединился к войскам Хариса. Местные князья Гузджана, Фарьяба и Талукана также воспользовались возможностью присоединиться к восстанию со своими силами, надеясь восстановить независимость и, возможно, уменьшить арабскую власть в Хорасане до земель вокруг Мерва.
Теперь Харис обратил свой взор на Мерв и отправился на столицу, где у него также были сочувствующие. Однако Асиму удалось укрепить лояльность колеблющихся хорасани, угрожая покинуть город и уйти на запад. Присутствие многочисленных аборигенов в армии Хариса придавало ее вид иностранной армии, поэтому местные арабские элиты решили объединиться с Асимом. По мере приближения к Мерву, согласно сообщению ат-Табари, армия Хариса увеличилась примерно до 60 000 человек за счет мавали. Силы Асима были значительно меньше и более требовательной: он был вынужден заплатить солдатам дополнительные деньги, чтобы побудить их к борьбе. Тем не менее, Асим вышел из Мерва и занял позиции за каналом в Зарке, разрушив мосты. Когда армия Хариса подошла и наладила переправу, более 2 000 арабов из его рядов дезертировали к Асиму, очевидно, не доверяя намерениям бойцов из числа местных. В последующем сражении Асим одержал крупную победу, а многие бойцы Хариса утонули в канале. В результате этого провала большинство мавали и местных князей покинули Хариса, его армия сократилась до 3 000 человек. Это заставило Хариса принять мирное предложение от Асима, который также не мог рассчитывать на постоянную поддержку арабов-хорасани, особенно когда угроза со стороны коренного населения миновала, и удалиться в Андхой. Тем не менее, в следующем году Харис возобновил восстание и снова пошел на Мерв. Асим не смог убедить хорасани сражаться за него, и из его личной охраны остались только около 1000 сирийцев и джазиранцев. Силы Хариса также были не намного больше, они сводились к гарнизону Мерверруда. В последовавшей битве у деревни аль-Данданган около Мерва Асим снова вышел победителем, вынудив Хариса бежать в Мерверруд.
Несмотря на победы, позиция Асима все еще оставалась шаткой. Зона его контроля по существу сводилась к Мерву и западным районам Хорасана вокруг Найсабура. Кроме того, как Асим объяснил в письме халифу, он как сириец столкнулся с трудностями при убеждении хорасанцев и даже иракских войск сражаться под его руководством. Асим также потребовал, чтобы Хорасан был подчинен губернатору Ирака Халиду ибн Абдалле аль-Касри и чтобы сирийские войска были направлены в провинцию. В ответ ему на замену был отправлен брат Халида Асад ибн Абдалла аль-Касри, который ранее уже служил губернатором Хорасана. Известие об этом, в сочетании, вероятно, с давлением со стороны хорасани Мерва, заставило Асима снова заключить перемирие с Харисом. По некоторым данным, он даже согласился присоединиться к Хариту, требуя от халифа «применения Книги и сунны», и восстать, если халиф откажется.

## Конец восстания, вмешательство тюргешей и изгнание
Асад прибыл в Хорасан с 20 000 сирийских войск и немедленно перешел в наступление на Хариса. Кампания Асада была дорогостоящей, но после его первых успехов арабы-хорасани стали устремляться к нему под знамёна. Успеху Асада способствовали его давние хорошие личные отношения с местными лидерами арабских племен, а также продолжающееся соперничество между племенами: он привлек на свою сторону племена, сопершичавшие с кланом Тамим, членом которого был Харис. Асад разделил свои войска, отправив куфанцев и сирийцев под командованием Абд ар-Рахмана ибн Наюма в Мерверруд, где находилась главная армия Хариса, а сам с басрийцами и хорасанцами прошел маршем по крепостям Амул и Зам. Повстанческие силы в Амуле сдались и были помилованы, вскоре за ними последовал гарнизон Балха. Сам Харис оставил Мерверруд и отступил через Окс, чтобы найти убежище у князей Тохаристана. С их помощью он осадил главный пропускной пункт через Окс в Тирмиде. Перед лицом сил Хариса войска Асада не осмелились пересечь Окс и отступили к Балху. Однако гарнизону Тирмида удалось разбить Хариса, который был ослаблен после ссоры с князем Хутталем, ушедшим на восток к горам Бадахшана. Вслед за этим успехом Асад убедил гарнизон Зама сдаться под обещания амнистии и двойного жалования.
В следующем 736 году войска Асада зачистили горы Верхнего Тохаристана от остатков сторонников Хариса. Крепость Табушхан, где нашли убежище многие последователи и родственники Хариса, была осаждена Джудаем аль-Кирмани. После того, как они сдались, большинство мужчин были казнены, а остальные проданы в рабство. При этом сам Харис все еще не был пойман. В 737 году Асад снова повел свои войска к северу от Окса в поход на Хутталь, правитель которого вступил в союз с Харисом и тюргешами. В то время как арабские войска грабили села, тюргешский каган Сулук, ответив на просьбы о помощи от князя Хутталя, начал атаку, которая ускорила стремительное бегство армии Асада через Окс. 1 октября тюргеши последовали за ними, атаковали и захватили арабский обоз, прежде чем обе стороны отправились на зимние квартиры. Харис вновь вышел из подполья и присоединился к кагану.
Теперь Харис советовал кагану воспользоваться зимовкой арабской армии и возобновить наступление. Следуя совету Хариса, в начале декабря каган возглавил армию тюргешей, численность которой составляла 30 000 человек и состояла из контингентов практически всех местных правителей Трансоксианы и Верхнего Тохаристана, и двинулся в обход Балха в Гузган, надеясь поднять восстание князей Нижнего Тохаристана. В этом он потерпел неудачу, когда князь Гузгана присоединился к Асаду, приближавшемуся с теми силами, какие смог собрать. Наступление Асада застало кагана и Хариса врасплох: Асад натолкнулся на них около Харистана, когда их сопровождало только 4000 человек, остальные разбежались, чтобы грабить и добывать припасы. В последовавшей битве при Харистане Асад разгромил тюргешей. Харис, сражавшийся с храбростью, и каган едва избежали плена и бежали на север через Окс. Победа Асада при Харистане спасла арабское правление в Центральной Азии. Отряды тюргешей к югу от Оксуса были в значительной степени рассеяны Джудаем аль-Кирмани по частям, что положило конец угрозе Хорасану, была также укреплена лояльность местных правителей Тохаристана. Престиж кагана получил серьезный удар, что ободрило его внутренних соперников, которых тайно поддерживали китайцы. В начале 738 года Бага-тархан убил Сулука, после чего Тюргешский каганат  погрузился в гражданскую войну. Асад тоже вскоре умер, и на смену ему в июле 738 года пришел Наср ибн Сайяр. 
Ничего не известно о деятельности Хариса в течение следующих двух лет, но он, очевидно, оставался в северной Трансоксиане, в Аш-Шаше (Ташкенте) и в тесном контакте с тюргешами. В 740 или 741 году Наср ибн Сайяр, после того, как укрепил свою власть в Хорасане и провел налоговые реформы, ослабившие общественные беспорядки, продвинулся в среднюю долину Яксарта, направляясь к Шашу. Его кампания была частью усилий Насра по восстановлению арабского контроля над Трансоксианой, но, по словам историков, главной его целью было изгнание Хариса, который все еще мог объединить тюргешей и князей против арабов. В тот раз Насру не позволила пересечь Яксарт армия, состоявшая из тюргешей, сторонников Шаша и Хариса, и он был вынужден уйти после переговоров, которые, среди прочих условий, предусматривали удаление Хариса и его сторонников в отдаленный город Фараб.

## Возвращение в Хорасан, второе восстание и смерть
Кампании и реформы Насра консолидировали мусульманское правление Хорасаном и большей частью Трансоксианы, но его успех был хрупким: местные князья возмущались утратой автономии и растущей ассимиляцией своего народа их арабскими завоевателями и послали гонцов в Китай за помощью. Одновременно соперничество между племенами мудари и ямани еще больше разделило самих арабов. После вступления в 744 году на престол пройеменского халифа Язида III, хорасанские йеменцы поддержали кандидатуру Джудая аль-Кирмани на пост губернатора, и когда этого не произошло, они восстали. Наср счел необходимым вернуть Хариса и его сторонников, чтобы укрепить собственные позиции - у Хариса была долгая история вражды с аль-Кирмани - и устранить потенциальный источник нового иностранного вторжения. Наср получил полное прощение для Хариса и его сторонников от Язида. Их конфискованная собственность была возвращена, и халиф даже пообещал править «согласно Корану и сунне».
Однако, когда Харис прибыл в Мерв в начале июля 745 года, ситуация изменилась: Язид был мертв, в Сирии разразилась полномасштабная гражданская война, а Насру ибн Сайяру, хотя он все еще занимал должность губернатора, не хватало реальной власти. Хотя он признал халифом Марвана II (744–750), большинство его последователей этого не сделали. Харис быстро отошел от Насра: он отказался от предложения наместника округа и раздал подарки, получил от Насра, своим сторонникам. Харис громко осудил Марвана II, и вскоре к нему присоединились 3000 его соплеменников из клана Тамим. За короткое время он стал более серьезной угрозой для Насра, чем аль-Кирмани. После того, как попытки договориться оказались бесплодными, Наср напал на силы Хариса в марте 746 года и одержал первую победу над ними. В этот момент аль-Кирмани объединил свои силы с Харисом, и вместе они заставили Насра покинуть Мерв и уйти в Найсабур. Два союзника вошли в столицу Хорасана, но через несколько дней поссорились и начали сражаться друг с другом. В этих столкновениях Харис был убит, оставив аль-Кирмани хозяином города. Конфликт между Насром и аль-Кирмани продолжался, но вскоре Аббасиды под руководством Абу Муслима начали собственное восстание против Омейядов в Хорасане. Наср ибн Сайяр попытался заключить союз с аль-Кирмани, но потерпел неудачу, а последний был убит одним из сыновей Хариса из мести. Абу Муслиму удалось использовать ситуацию в своих интересах, и в начале 748 года его люди вступили в Мерв. Два года спустя династия Омейядов пала.